# 2654 Рістенпат
2654 Рістенпат (2654 Ristenpart) — астероїд головного поясу, відкритий 18 липня 1968 року.
Тіссеранів параметр щодо Юпітера — 3,218.